# Islandaise
L'islandaise est une race bovine d'Islande. Elle est nommée Íslenska kýrin ou Íslenskir nautgripir dans son pays d'origine.

## Origine
Elle appartient au rameau des races nordiques. Elle provient d'individus venus de Norvège lors du peuplement de l'île par les Vikings au Xe siècle. Elle n'a pas de livre généalogique et n'a pas subi de croisements à cause de l'isolement de l'île. Elle comporte 75 000 animaux dont 30 000 vaches en lactation et 25 mâles reproducteurs en insémination artificielle. 

## Morphologie
Elle peut porter une multitude de robes, allant du rouge au bringué ou au brun en passant par pie rouge ou pie noir. Les muqueuses sont sombres. 
La vache mesure 130 cm pour 450 kg. (600 kg chez les taureaux)

## Aptitudes
C'est une race classée mixte à prédominance laitière. Elle donne 4200 kg d'un lait riche apte à la transformation fromagère. (4 % de matière grasse et 3,33 % de taux protéique)

## Voir aussi

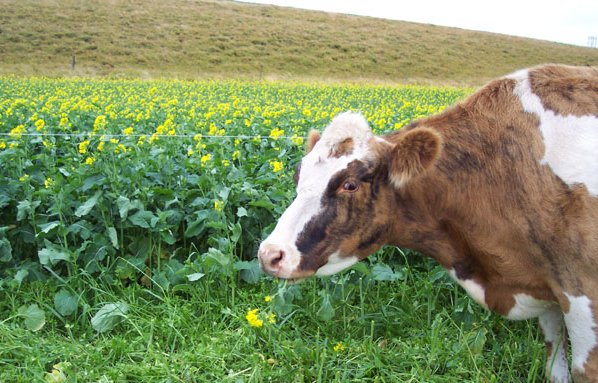
Islandaise au pâturage